# Mäklare
Mäklare är en person som handlar med eller förmedlar tjänster, egendom, som fastigheter, skepp, företag, aktier eller värdepapper.

## Fastighetsmäklare
En fastighetsmäklare är en person som yrkesmässigt ägnar sig åt förmedling av fastigheter, delar av fastigheter, byggnader på annans mark, tomträtter, bostadsrätter, andelsrätter avseende lägenhet, arrenderätter eller hyresrätter.

## Aktiemäklare
Aktiemäklaren (person eller verksamhet) fungerar som ett mellanled mellan köpare och säljare av aktier och andra värdepapper på finansmarknaden. Aktiemäklaren analyserar finansmarknaden och ger rådgivning om köp- och säljläge på värdepapper eller aktier.